# Flens landskommun
Flens landskommun var en tidigare kommun i Södermanlands län.

## Administrativ historik
Den 1 januari 1863, när kommunalförordningarna började tillämpas inrättades i Flens socken i Villåttinge härad i Södermanland denna kommun. 
Flens municipalsamhälle inrättades den 31 december 1901 i landskommunen. 1949 ombildades landskommunen med dess municipalsamhälle till Flens stad som 1971 ombildades till Flens kommun.

## Politik

### Mandatfördelning i Flens landskommun 1938-1946
| 12 | 2 | 4 | 6 |

| 20 | 4 |

| 13 | 1 | 4 | 6 |

| 21 |

| 13 | 2 | 4 | 5 |

| 20 | 4 |